# يونغ جان لي
يونغ جان لي (هانغل: 이영진) هي كاتِبة وكاتبة مسرحية ومخرجة أمريكية، ولدت في 30 مايو 1974 في دايغو في كوريا الجنوبية.

## روابط خارجية
- يونغ جان لي على موقع IMDb (الإنجليزية)
- يونغ جان لي على موقع ميوزك برينز (الإنجليزية)
- يونغ جان لي على موقع قاعدة بيانات برودواي على الإنترنت (الإنجليزية)
- يونغ جان لي على موقع قاعدة بيانات الفيلم (الإنجليزية)